# Priska Doppmann
Franziska "Priska" Doppmann (Cham, 10 de maig de 1971) és una ciclista suïssa, ja retirada, que fou professional del 1999 al 2008. Del seu palmarès destaca sobretot el Gran Bucle de 2005, i dos campionats nacionals, un en ruta i un en contrarellotge. Va participar en tres edicions dels Jocs Olímpics, el 2000, 2004 i 2008.

## Palmarès
- 1999
  -  Campiona de Suïssa en ruta
  - Vencedora d'una etapa al Tour de la Drôme
- 2000
  - 1a al Gran Premi del cantó d'Argòvia
- 2001
  -  Campiona de Suïssa en contrarellotge
  - 1a al Gran Premi Cham-Hagendorn
  - Vencedora d'una etapa al Giro de Toscana-Memorial Michela Fanini
- 2002
  - 1a al Tour de Berna
- 2004
  - 1a al Gran Premi de les Nacions
  - Vencedora de 3 etapes al Tour de la Drôme
- 2005
  - 1a al Gran Bucle i vencedora d'una etapa
  - 1a al Tour de la Drôme i vencedora de 3 etapes
- 2006
  - 1a al Crono de les Nacions-Les Herbiers-Vendée
  - 1a a L'hora d'or femenina (CRE)
  - Vencedora de 2 etapes al Tour de l'Aude
- 2007
  - Vencedora de 2 etapes al Gran Bucle
- 2008
  - 1a a l'Open de Suède Vårgårda TTT
  - Vencedora d'una etapa al Tour de Feminin-Krásná Lípa
  - Vencedora d'una etapa a la Volta a Turíngia